# الجوكر (شخصية مصورة)
الجوكر هو شخصية خيالية شريرة في القصص المصورة من تأليف كل من جيري روبنسون، وبيل فينغر، وبوب كين ونشر دي سي كومكس، يُعد الجوكر عدوّ باتمان اللدود، كونه تسبب مباشرة في عدة مآسي في الحياة الخاصة بباتمان كشلل باربارا غوردون، ووفاة جيسون تود (روبن الثاني).
أول ظهور للجوكر كان في ربيع 1940م في باتمان.
طوال ظهوره في القصص المصورة، يظهر الجوكر في صورة مجرم خبير تعددت أوصافه، الصورة الأصلية والسائدة حاليا هي السايكوبات الذكي جداً ذو الحس الفكاهي السادي، في حين صَوّره كُتاب آخرون على أنه مخادع غريب الأطوار واشتهر كثيراً بالفلسفة الخاصة به واقتباسات كثيرة يمتلكها الجوكر مثل فلسفته عن إمكانية أن يصبح أي شخص مجنون مثله فقط لو حظي بيوم سيئ واحد، أو فلسفته الذي حازت على اعجاب الكثيرين خصوصاً بعد عرض فيلم فارس الظلام والذي يتمحور حول الفوضى التي يراها الجوكر انها أكثر عدلاً وافضل من وجود قوانين.
طوال قصة الشخصية الطويلة، هناك عدة حكايات مختلفة تحكي عن أصلها والأكثر شيوعا منها تصوره سقط في خزان نفايات كيميائية بيضت جلده وحولت شعره إلى اللون الأخضر وشفتيه إلى الأحمر اللامع، معطية إياه مظهر مهرج.
لعب دور الجوكر في السينما والتلفزيون كل من سيزار روميرو في سلسلة باتمان التلفزيونية، وجاك نيكلسون في فيلم باتمان الذي أخرجه تيم برتون، وهيث ليدجر في فيلم فارس الظلام وهو أداء أكسب ليدجر بعد وفاته جائزة الأوسكار لأفضل ممثل مساعد، وأخيراً خواكين فينيكس في فيلم الجوكر (2019م)، كما وفر كل من لاري ستورتش، وفرانك ويلكر، ومارك هاميل، وكيفن مايكل ريتشاردسون، وجيف بينيت، وكوري برتون، وجون دي ماجيو الصوت للشخصية في الرسوم المتحركة.
كون الجوكر واحداً من الأشرار الأكثر شهرة والأكثر اعترافا بها في وسائل الإعلام، مكنه من احتلال المرتبة الأولى على قائمة مجلة ويزارد لمئة أعظم أشرار التاريخ، احتل الجوكر كذلك المرتبة الثانية على قائمة آي جي إن لأفضل مئة شرير من قصص المجلات المصورة في التاريخ، والمرتبة الثامنة على قائمة مجلة إمباير لأعظم شخصيات القصص المصورة في التاريخ (كونه الشرير الأعلى مرتبة في القائمة)، واختير أيضا للمرتبة الخامسة على قائمة مجلة ويزارد لمائتي أعظم شخصيات مصورة في التاريخ (هنا أيضاً حصل على الشرير الأعلى مرتبة)، بالإضافة احتلت شخصية الجوكر المرتبة الثلاثين على قائمة فاندومانيا لمائة أعظم شخصيات خيالية.

## تاريخ النشر

### التأليف
تأليف الشخصية متنازع عليها، استجاب كين في عام 1994 في مقابلة بأن فضل تأليف شخصية الجوكر يعود لجيري روبنسون حيث أنشئ مفهوم الشخصية. رد روبنسون بأن شخصية الجوكر أنشئت لتصبح العدو اللدود لباتمان عند الحاجة لكتابة بعض القصص الإضافية لباتمان العدد1#.

صورة لشخصية الجوكر التي أداها هيث ليدجر في فيلم فارس الظلام من إخراج كريستوفر نولان

|  | هذا قالب لصيانة المحتوى في ويكيبيديا العربية. تستعمل قوالب صيانة المحتوى للإشارة إلى وجود حاجة لإدخال تعديلات في محتوى مقالة ما. |

### العصر الذهبي
كان الجوكر، خلال ظهوره الأول بدءا من باتمان #1 (عام 1940)، شخصية صريحة ومهووسة بالقتل، ذات مظهر غريب مصاغ من ورقة اللعب التي تحمل نفس الاسم. كان من المقرر قتل الجوكر في ظهوره الثاني مباشرة بعد فراره من السجن، لكن المحرر ويتني إيلزوورث اقترح غير ذلك. فتم رسم لوحة تدل على أن الجوكر لا زال على قيد الحياة وتمت إضافتها إلى المجلة المصورة. في العدد التالي منها، يتعافى الجوكر في المستشفى وقد اكتشف الأطباء أن الجوكر يعاني من شلل في اعصاب وجهه ولهاذا السبب يبدو الجوكر مبتسما دائما لكن عصابة تقوم بإخراجه من هناك. في عدة ظهورات موالية، كثيرا ما هرب الجوكر من أيدي العدالة لكنه على ما بدا لاقى وفيات (السقوط من قمة جرف، البقاء داخل مبنى محترق، إلخ.)، لم يعثر فيها على جثته.
من أول ظهور للجوكر في باتمان #1، ارتكب هذا الأخير جرائم وحشية وغريبة بمنطق وتفكير "لهما معنى له وحده"، بكلمات باتمان. في ظهور الجوكر الأول، يترك هذا الأخير ابتسامات على أوجه ضحاياه بعد وفاتهم، أسلوب جرى به العمل على امتداد العقود بمفهوم الشخصية.
في باتمان #1، يتحدى الجوكر عالم إجرام غوثام وقسم شرطتها بالإعلان على المذياع أنه سيقتل ثلاثا من أبرز مواطني غوثام في أوقات معينة. يتحرى باتمان وروبن أمر الجرائم ويجدان جثث الضحايا منكوبة بابتسامة دائمة على وجوههم. يعد الجوكر فخا لروبن ويستعد لقتله بنفس الطريقة، لكن ينقذه باتمان ويذهب الجوكر للسجن. (يعاد سرد هذه القصة في الرواية المصورة باتمان: الرجل الذي يضحك الصادرة عام 2005.)
كان أول ظهور للجوكر في صورة شخصية من أرض-1 مسألة تأويل، لأنه لم يميز أبدا متى توقفت ظهور جوكر العصر الذهبي من أرض-2، عن الوقت الذي تم فيه تقديم جوكر العصر الفضي.
في يونيو 1985، بعد أن وضعت استمرارية الأزمة على الأراضي اللا محدودة حيز التنفيذ، توقفت استمرارية متعدد الأكوان. فتم دمج أرض-1 بكل سكانها بما في ذلك الجوكر، في استمرارية ما بعد الأزمة المعرفة باسم الأرض الجديدة.

### التنقيح بواسطة أونيل وأدامز
في عام 1973، تم إنعاش الشخصية وتغييرها تغييراً عميقاً في قصص باتمان بواسطة الكاتب دينيس أونيل والرسام نيل أدامز. البداية كانت في باتمان العدد 251#، معا "الجوكر خمس طرق للثأر"، يعود الجوكر لجذورة كمجرم مجنون يقتل الناس من دون رحمة، بينما يستمتع بالمعارك التي لا تنتهي معا باتمان.

### بعد الأزمة
سقط الجوكر في حوض مليء بالمواد الكيمياوية السامة التي حولت بشرته إلى الأبيض وشفتيه إلى الأحمر اللامع وشعره إلى الأخضر وثيابه إلى الأرجواني والأخضر فقرر تدمير كل شيء وأن يصبح أفضل مهرج عرفه العالم.
وهناك قصص أخرى عنه منها أنه كان مقامرا وفي يوم خسر كل نقوده ودفعه ذلك للجنون وأراد أن يضحك ولكن لم يكن لديه نقود لعملية التجميل ولكن قام بوضع السكين في فمه وقام برسم البسمة على وجهه وأصبح مبتسما دائماً وأصبح يتبرج بوضع بعض المكياج على وجهه ليصبح شبيه للمهرج وهذا ما أظهره لنا كريستوفر نولان في فيلم فارس الظلام.

## القدرات والمعدات
يقوم الجوكر بارتكاب الجرائم بأسلحة كوميدية، ولكن أخطر أسلحته على الإطلاق هو سم الجوكر سلاح غازي خطير حيث يجعل المصاب يضحك حتى الموت.
وأيضا يعتمد الجوكر دائما على السكاكين والإنصال وسلاحه زر الكهرباء المخفي في يده دائما وفخاخه بالمتفجرات.

## الأصول المختلفة
لا يوجد أصل واحد محدد لشخصية الجوكر، بل هناك عدة حكايات مختلفة تحكي عن كيف أصبح مهرجًا مجنونًا. الأكثر شيوعًا منها تصوره سقط في خزان نفايات كيميائية بيضت جلده وحولت شعره إلى اللون الأخضر وشفتيه إلى الأحمر اللامع. لعب دور الجوكر في السينما والتلفزيون عدة ممثلين مشهورين، مثل جاك نيكلسون، وهيث ليدجر، وخواكين فينيكس. شخصية الجوكر حظيت بإعجاب الجمهور والنقاد، وفازت بعدة جوائز وتصدرت قوائم أفضل الأشرار في التاريخ.

## الشخصية
وتتمثل شخصية الجوكر في أنها شخصية كارتونية مريضة نفسية شريرة وعدائية لي الاغنياء واصحاب السلطات تكره القوانين وقام بأداء شخصية الجوكر في فيلم فارس الظلام الممثل هيث ليدجر وهذا الفيلم من إخراج كريستوفر نولان.

## النسخ الأخرى
شخصية الجوكر لها عدة نسخ مختلفة في القصص المصورة والأفلام، وكل منها تحكي قصة مختلفة عن أصله وشخصيته. بعض النسخ الشهيرة لشخصية الجوكر هي:
- الجوكر الكلاسيكي: هذه هي النسخة الأولى التي ظهرت في ربيع عام 1940 في مجلة باتمان رقم ١ . هذا الجوكر كان مجرماً خبيراً يستخدم غازات سامة وبطاقات لعب وزهور مزيفة كأسلحة. كان يضحك بشكل مجنون ويقتل ضحاياه دون رحمة. قيل أنه سقط في خزان من المواد الكيميائية التي غيرت لون جلده وشعره وشفتيه، مما أعطاه مظهر مهرج.
- الجوكر المظلم: هذه هي النسخة التي ظهرت في عام 1986 في قصة "العودة المظلمة" لفرانك ميلر. هذا الجوكر كان سايكوباتياً ذكياً جداً وسادياً، يستمتع بإثارة الفزع والدمار في جوثام سيتي. كان يستخدم التلاعب النفسي والإرهاب لمواجهة باتمان، الذي اعتبره نظيره المثالي. قيل أنه كان قاتلاً مأجوراً قبل أن يصبح الجوكر.
- الجوكر المضطرب: هذه هي النسخة التي ظهرت في عام 2008 في فيلم "فارس الظلام" لكريستوفر نولان. هذا الجوكر كان إرهابياً أناركياً يحاول إثبات أن الإنسانية فاسدة ولا تستحق الإنقاذ. كان يروي قصص متناقضة عن أصل ندبات وجهه، مما يجعل دوافعه غامضة. قيل أنه كان جندياً سابقاً أو عضواً في عصابة.
- الجوكر المأساوي: هذه هي النسخة التي ظهرت في عام 2019 في فيلم "الجوكر" لتود فيليبس. هذا الجوكر كان شخصاً مضطرباً نفسياً يعاني من اضطراب ضحك لاإرادي، يعمل كمهرج إعلانات وفنان كوميدي فاشل. تعرض للإهانة والإساءة من قبل المجتمع والنظام، مما دفعه إلى الانفجار في عنف متفجر. قيل أنه كان ابناً غير شرعي لتوماس واين، والد بروس واين.

## في وسائل الإعلام الأخرى

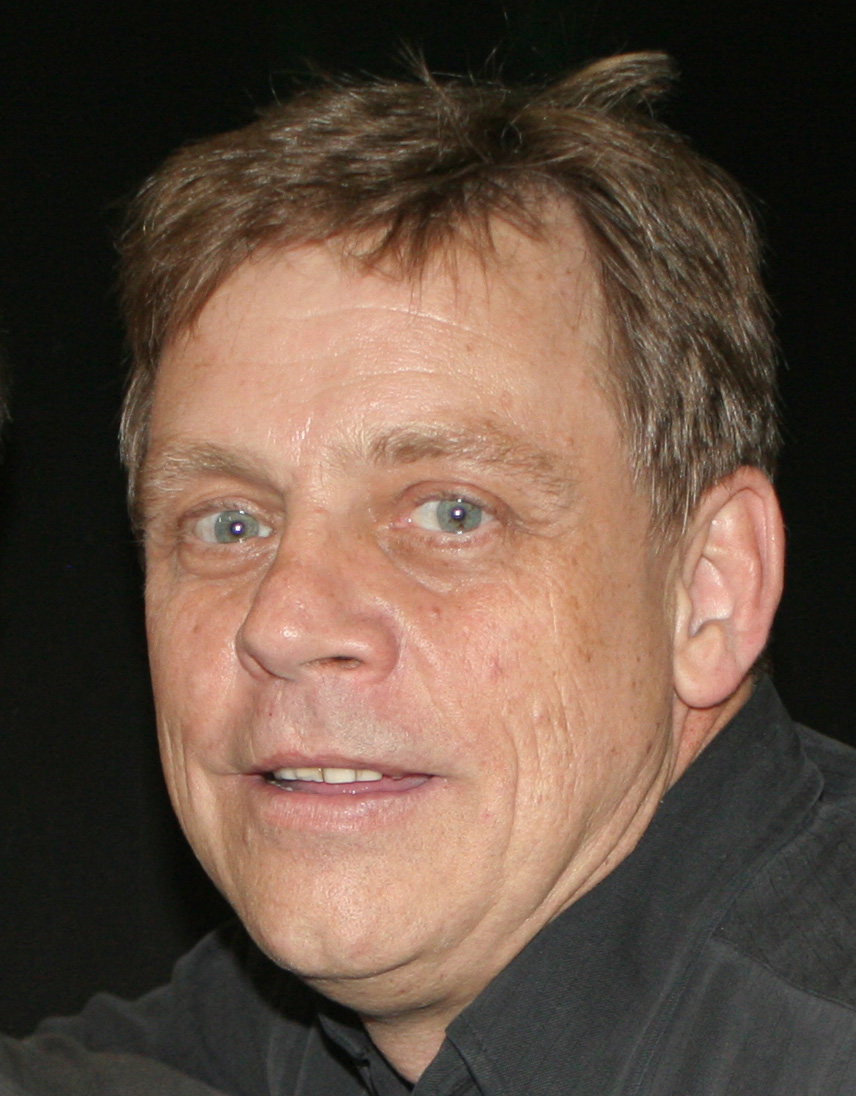
ممثل شخصية الجوكر

مثل لجوكر كل من سيزار روميرو في مسلسل باتمان 1966 وجاك نيكولسون في باتمان 1989 ومارك هاميل في باتمان مدينة اركام وهيث ليدجر في فيلم فارس الظلام وجاريد ليتو في فيلم الفرقة الانتحارية (فيلم 2016) وباتمان الرسوم المتحركة 1992 مثل صوته في النسخة العربية شربل أيوب. أما الممثل لوك سكايووكر فقد أدى صوت الجوكر في المسلسل الكلاسيكي Batman: The Animated Series في بداية التسعينيات، وفيلم الرسوم المتحركة Batman: Mask of the Phantasm بالإضافة لصوته في لعبة الفيديو Batman: Arkham Asylum، ولعبة Arkham City.